# Kumanska biskupija
Kumanska biskupija (mađ. Milkói püspökség) je bila rimokatolička biskupija u Kraljevini Ugarskoj.
Utemeljena je 1227., a sjedištem joj je bio Milcovulu, u današnjoj Rumunjskoj.
Služila je Kumane i teutonskim vitezovima u Burzenlandu. Biskupiju je razorila mongolska invazija na Europu 1241.
Bila je sufraganom Ostrogonske nadbiskupije.